# Susanna Hall
Susanna Hall, nascida Susanna Shakespeare (26 de maio de 1583 - 11 de julho de 1649), foi a filha mais velha do poeta inglês William Shakespeare e de sua esposa Anne Hathaway.
Especula-se que ela nasceu seis meses após o casamentos dos pais; Shakespeare tinha 18 anos, enquanto que Hathaway deveria ter 26. Suzanna foi batizada em 26 de Maio de 1583. Como a maioria das mulheres do século XVI na Inglaterra, Susanna e sua irmã Judith Quiney nunca receberam qualquer educação e não aprenderam a ler nem escrever.
Susanna morreu quando tinha 66 anos. Foi sepultada na Igreja da Santíssima Trindade, em Stratford ao lado de seus pais.